# Balancán de Domínguez
Balancán de Domínguez är en ort i Mexiko.   Den ligger i kommunen Balancán och delstaten Tabasco, i den sydöstra delen av landet, 800 km öster om huvudstaden Mexico City. Balancán de Domínguez ligger 18 meter över havet och antalet invånare är 11 895.
Terrängen runt Balancán de Domínguez är mycket platt. Runt Balancán de Domínguez är det glesbefolkat, med 20 invånare per kvadratkilometer. Balancán de Domínguez är det största samhället i trakten. Trakten runt Balancán de Domínguez består till största delen av jordbruksmark.